# Kante (Band)
Kante ist eine Band aus Hamburg, die 1995 gegründet wurde.
Die Musik ist eine Mischung aus Jazz mit Pop- und (Post-, Indie-) Rock-Elementen. Insbesondere den teils melancholischen und nachdenklichen Texten verdankt die Band ihren Ruf, der Hamburger Schule anzugehören. Frontmann Peter Thiessen lehnt die Einordnung jedoch ab, da die Band erst nach der Musikbewegung entstand.

## Bandgeschichte
Gegründet wurde die Band bereits 1988 von Peter Thiessen (Gitarre, Gesang), der auch von 1996 bis 2002 bei Blumfeld Bass spielte, und Sebastian Vogel (Schlagzeug), die schon seit ihrer Kindheit befreundet und auch gemeinsam musikalisch aktiv waren. 1995 erhielt sie dann den Namen Kante und als neues Bandmitglied kam Andreas Krane am Bass dazu. Keyboard spielte anfangs Jens Vogt.
1997 erschien auf dem Berliner Label Kitty-Yo ihre erste CD „zwischen den orten“. Zur Tour verstärkte Felix Müller an der zweiten Gitarre die Band und wurde im Folgenden festes Mitglied. Dominierten auf „zwischen den orten“ noch größtenteils instrumentale Stücke, zeichnete sich das zweite Album „zweilicht“ (2001) durch ausgefeilte und nachdenkliche Texte aus, ohne dass die Musik dabei vernachlässigt wurde. Fünftes festes Bandmitglied wurde Thomas Leboeg (Klavier, Keyboards, Electronics). Mit „Zombi“ (2004) erreichte die Musik von Kante ihren vorläufigen Höhepunkt an Melancholie und Sinnfragen. Zwar wurden instrumentale Stücke mit jedem Album seltener, doch bildeten ausgefeilte Klanglandschaften und Improvisationen weiterhin ein zentrales Element. Musikalisch hat die Band sich entwickelt: Ließen sie auf „Zwischen den Orten“ noch deutliche Einflüsse von Soft Machine und Post-Rock hören, kamen auf „Zweilicht“ verstärkt Pop-Rock-Elemente zum Vorschein („Die Summe der einzelnen Teile“, „Im ersten Licht“), die aber immer mit leichten Jazz-Einflüssen abgerundet wurden. „Zombi“ ist deutlich opulenter arrangiert und instrumentiert als die beiden Vorgänger, enthält noch vielfach Pop-Rock-Elemente („Zombi“, „Wo die Flüsse singen“, „Warmer Abend“), schreckt aber auch vor Free-Jazz-Anleihen (insbesondere „New Babylon“) nicht zurück.
Nach einer nervenaufreibenden Produktion verließ Bassist Andreas Krane die Band und wurde durch den Multiinstrumentalisten Florian Dürrmann ersetzt. Nach langer Tour zum Album in aufwendiger Besetzung (Rainer Sell: Posaune und Micha Acher: Flügelhorn, Trompete) machte sich die Band im Sommer 2005 an die Erarbeitung ihres vierten Albums. Im August 2006 erschien mit Die Tiere sind unruhig ihre bisher rockigste Platte.
Seit Mai 2007 gehörten Kante zur Besetzung der Inszenierung von Peter Handkes Spuren der Verirrten im Wiener Akademietheater. Kante komponierte hierfür neue Musik, Peter Thiessen hatte eine kleine Sprechrolle. Außerdem wirkten die Bandmitglieder als Musiker und Darsteller in Inszenierungen Friederike Hellers an der Berliner Schaubühne mit: zum Beispiel im Jahr 2010 in Der gute Mensch von Sezuan und 2011 in Antigone. Sowohl am Wiener Burgtheater im Doktor Faustus nach Thomas Mann oder in The Black Rider an der Schaubühne Berlin hat die Band bei den Aufführungen als Musiker mit auf der Bühne gestanden.
Nach sieben Jahren vornehmlich als Theatermusiker, in denen mehrere Bandmitglieder zudem Väter wurden, brachte Kante im Februar 2015 mit In der Zuckerfabrik ein neues Album heraus, in dem sie ein Fazit ihrer Theatermusiken gaben. Im Frühjahr 2015 folgte mit Dantons Tod am Staatsschauspiel Dresden noch eine Theaterproduktion, dann sollte laut Peter Thiessen eine Tournee und eine neue Albumproduktion folgen.

## Rezeption
Im Musikmagazin Spex wurde Kante zur zweitbesten Newcomerband des Jahres   gekürt. Im Spiegel Online gehörten die Alben Zombi und Die Tiere sind unruhig zu den jeweils „wichtigsten CDs des Jahres“ (2004 bzw. 2006). Der Musikexpress listete das Album Die Tiere sind unruhig auf Platz 1 der 50 besten Platten des Jahres 2006.

## Diskografie

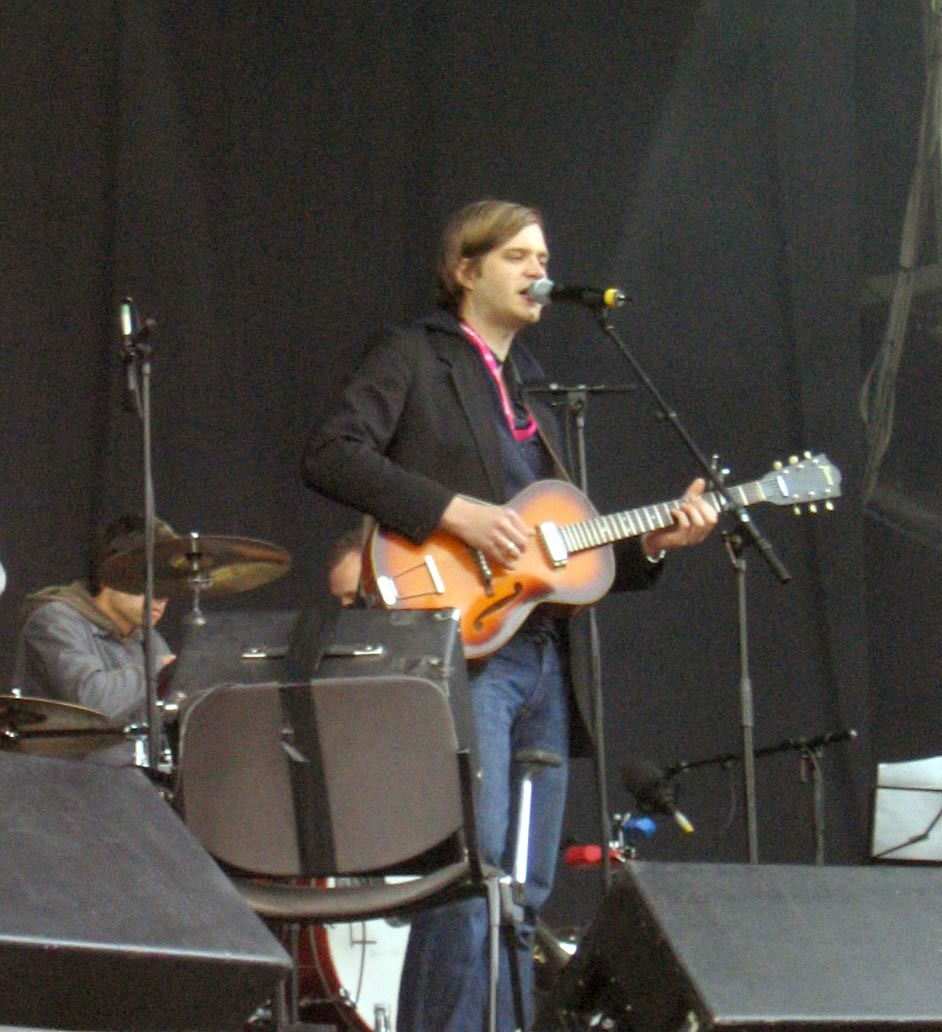
Kante beim Berlin-05-Festival

### Studioalben
- 1997: Zwischen den Orten (CD oder LP)
- 2001: Zweilicht (CD oder 2LP)
- 2004: Zombi (CD oder 2LP)
- 2006: Die Tiere sind unruhig (CD, Ltd. CD/DVD-Set oder 2LP)
- 2007: Kante Plays Rhythmus Berlin (CD)
- 2015: In der Zuckerfabrik, Theatermusiken (CD, Hook Music/Indigo)

### Best-Of, Live, Remixe und Wiederveröffentlichungen
- 1998: Redirections (Remix Compilation, CD oder LP)
- 2001: Im ersten Licht (revisited) (Remix Compilation, 12"-EP)
- 2006: Zwischen den Orten (Wiederveröffentlichung des Albums von 1997 mit Bonus-Tracks)
- 2006: Zweilicht (Wiederveröffentlichung des Albums von 2001 mit Bonus-Tracks)

### Singles und EPs
- 1993: Kante / Waldorf & Statler (7" Vinyl Split-Single)
- 1997: Heiligengeistfeld (7" Split-Single mit Freewheelin’ Knarf Rellöm)
- 2001: Die Summe der einzelnen Teile (Promo-Single)
- 2001: Im ersten Licht (Promo-Single)
- 2001: Im ersten Licht revisited (12" Remix - Maxi)
- 2004: Zombi (Promo-Single bzw. 7" Vinyl Single)
- 2004: Warmer Abend (Promo-Single)
- 2005: Akustik Sessions (Download-EP bzw. auf Bonus-DVD v. Die Tiere sind unruhig)
- 2006: Ich hab's gesehen (Promo-Single)
- 2006: Die Wahrheit (Promo-Single bzw. 10" Vinyl-Single)

### Kompilationen
- 2005: I Can’t Relax in Deutschland (BuchCD, Unterm durchschnitt)